# NGC 1235
NGC 1235 je galaksija u zviježđu Perzej.

## Vanjske poveznice
- SEDS: NGC 1235